# DECmate

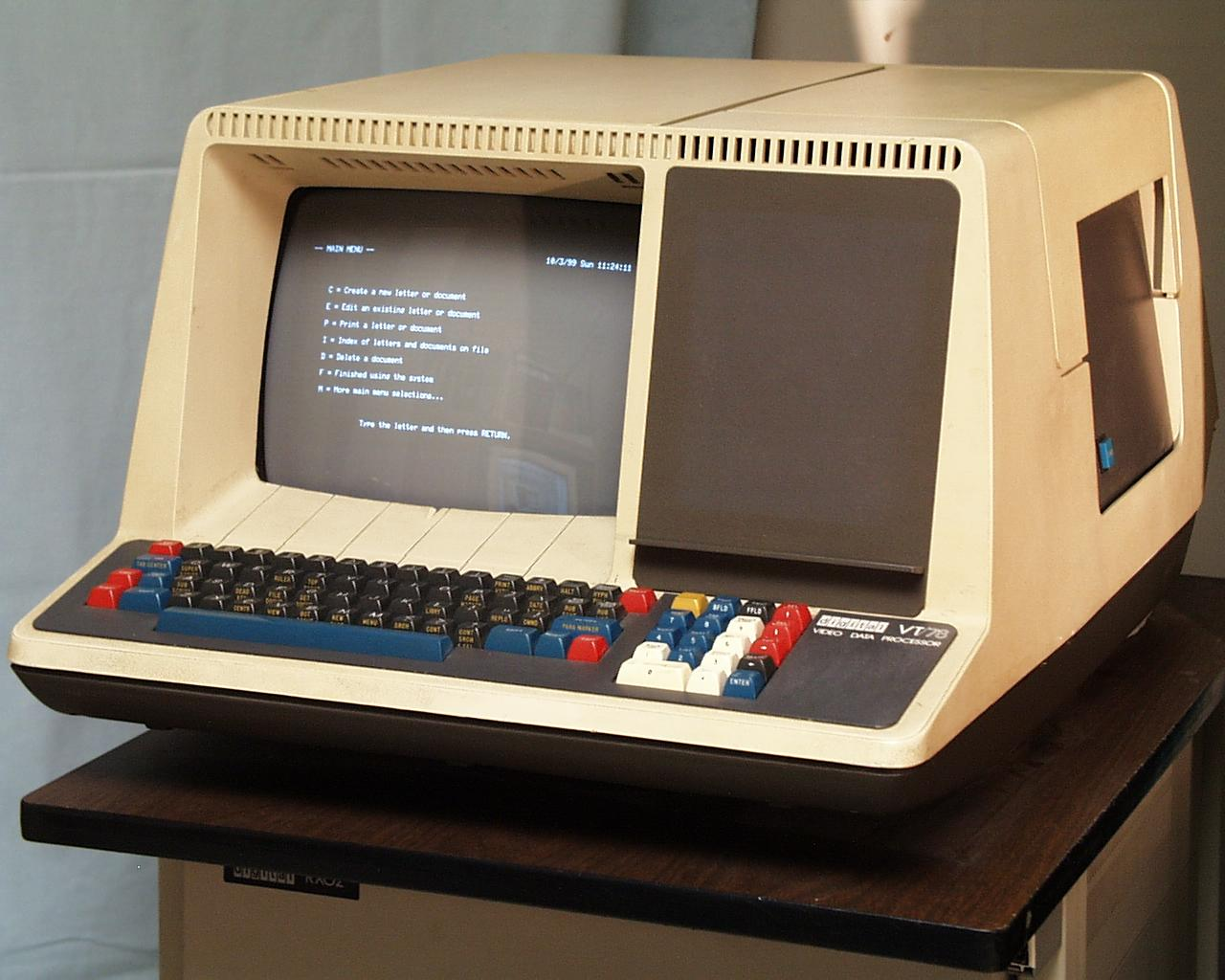
DEC VT78 Video Data Processor: un PDP-8 en la carcasa de un VT52.

DECmate fue el nombre de una serie de ordenadores compatibles con los PDP-8, producidos por Digital Equipment Corporation (DEC) a finales de los 1970 y comienzo de los 1980. Todos los modelos usaban un microprocesador Intersil 6100 (más tarde renombrado como Harris 6100) o un Harris 6120 (un Intersil 6100 mejorado) que emulaba una CPU de 12 bits DEC PDP-8. Disponían de pantallas de solo texto y utilizaban los sistemas operativos OS/78 u OS/278, que eran extensiones del OS/8 para el PDP-8.  Concebidos para el mercado de los procesadores de texto, típicamente corrían el programa de procesamiento de textos WPS-8. Los modelos más tardíos opcionalmente usaron procesadores Intel 8080 o Zilog Z80, lo que les permiría correr CP/M. La gama  comenzó con el VT78 que fue introducido en julio de 1977.

## VT78
Introducido en julio de 1977, esta máquina se montaba en la carcasa de un terminal VT52, usando un microprocesador Intersil 6100 que corría a 2.2 MHz.  La configuración estándar incluida una unidad de disco flexible dual de 8-pulgadas RX01, albergada en el pedestal sobre el que descansaba la máquina.

## DECmate
Introducido en 1980, esta máquina se montaba en la carcasa de un terminal VT100. Funcionaba con un reloj de 10 MHz, disponía de 32 Kb de memoria y una unidad de disco flexible dual de 8-pulgadas RX02. También fue conocido como el VT278.

## DECmate II
Como parte de una triple estrategia contra IBM, Digital Equipment Corporation  lanzó este modelo al mismo tiempo que el PRO-380  basado en un PDP-11 y el Rainbow 100 basado en el Intel 8088. El DECmate II se fabricana con la misma carcasa del Rainbow 100, pero utiliza el microprocesador 6120. Sus dos sistemas operativos son el sistema de procesamiento de textos WPS-8, y el COS-310 (Commercial Operating System, Sistema operativo Comercial) que corre DIBOL.  Como los otros disponía de un monitor monocromo VR201 (del estilo del VT220), un teclado LK201 y una unidad dual de discos flexibles RX50 que usaba discos de 5.25 pulgadas de simple-cara quadruple-densidad con 400Kb de capacidad. Disponía de 32Kb de RAM para uso por programas, y otros 32 Kb de RAM con código utilizado para emulación del dispositivo. El código que se ejecutaba en este segundo banco se le llamaba "slushware", en contraste a firmware, ya que era cargado del disco flexible cuando arrancaba la máquina. Fue también conocido como el PC278.
El modelo podría ser expandido añadiendo otra unidad dual de discos flexibles RX50 de 5.25 pulgadas, aunque también podía utilizar unidades RX01 o RX02 de doble discos flexibles de 8-pulgada, o una unidad de disco duro winchester. También se le podía añadir una tarjeta con un coprocesador adicional, lo que le permitía ejecutar CP/M. Había tres tarjetas disponibles, una con un Z80 y 64 KB RAM, mientras para las otras dos se podía elegir entre un Zilog Z80 y un Intel 8086, diferenciándose en disponer de 256 KB o 512 KB de RAM. La producción cesó en 1986. Su sucesor fue el DECmate III, introducido en 1984.

## DECmate III
Introducido en 1984.  Disponía de una carcasa más pequeña, monitor en color, reloj a 8 MHz, dos unidades RX50 de discos flexibles de 5.25 pulgadas, 32 KB de RAM de usuario, 32 KB de RAM del sistema.  Fue también conocido como el PC238.

## DECmate III+
Lanzado en 1985 y retirado en 1990. Era un DECmate III con un controlador de disco duro como parte de la configuración básica. Fue también conocido como el PC24P.

## Compatibilidad con el PDP-8
Los DECmate eran aceptables para su uso como procesador de textos, pero debido a varias peculiaridades de su hardware era ligeramente incompatibles con muchos programas que existían para el PDP-8, lo que en gran parte eliminaba una ventaja potencial de la serie DECmate sobre los sistemas IBM PC. Los interfaces de E/S trabajaban de forma ligeramente diferente, lo que significaba que los programas de usuario y los programas del sistema no podrían detectar el Control-C (fin de la ejecución) y ejecutar la salida del proceso. Cada programa, tanto de usuario como de sistema, tuvo que ser ajustado para solucionar esta anomalía. Además, la velocidad de la CPU y la actualización de la pantalla eran sensiblemente más lentas que en los sistemas PDP-8, incluso en los más antiguos.